# Jacques Gaultier

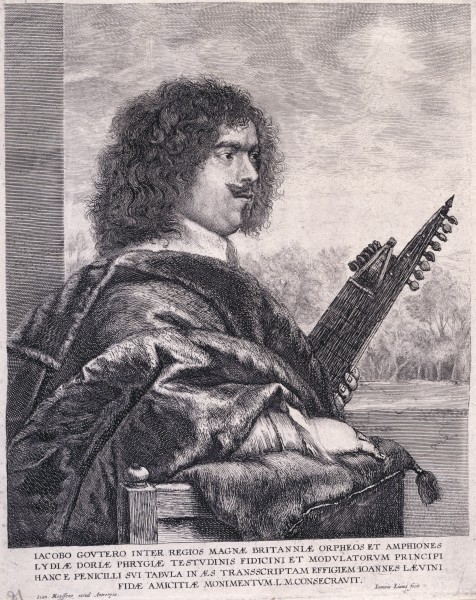
Jacques Gaultier, Stich von Jan Lievens

Jacques Gaultier (* um 1600; † nach 1652), auch Gauterius, Gouterus oder Goutier genannt, war ein französischer Lautenist des Barockzeitalters. Er ist nicht verwandt mit den Lautenisten und Komponisten Denis und Ennemond Gaultier.
Über seine frühen Lebensjahre ist nichts bekannt. 1617 musste er wegen eines Duells Frankreich verlassen und floh nach England. Er genoss die Protektion von George Villiers, des Günstlings Jakobs I. von England. Ab 1625 war er dem englischen Königshof verbunden, wo er unter Karl I. Hofmusiker wurde. Er muss wenigstens bis 1640 dort geblieben sein, da ihn noch in diesem Jahr die höfischen Handlungsbücher als Angestellten führten.
1622 lernte Gaultier am Hof den niederländischen Dichter und Komponisten Constantijn Huygens kennen, mit dem er seither in einem Briefwechsel stand. 1627 wurde er wegen Verleumdung der englischen Königsfamilie in Haft genommen. 1630 reiste er in die Niederlande. Von dort aus besuchte er Madrid, um am spanischen Königshof zu spielen. Gaultier kehrte in den frühen 1630er-Jahren nach England zurück. Danach war Gaultier wieder als Hofmusiker beschäftigt, u. a. an Aufführungen der Masques The Triumph of Peace (1634) von James Shirley und William Davenants Britannia triumphans (1637).
Zu seinen Schülern gehörte der Pariser Lautenist Du Faux (auch Dufeax, möglicherweise identisch mit dem Lautenisten Du Faut bzw. Dufaut).